# Oblast
Oblast je označení pro různě vymezená území (např. horská oblast, pohraniční oblast, průmyslová oblast, oblast ochrany vodního zdroje).

## Administrativní oblast
V Ruské federaci, některých dalších zemích bývalého Sovětského svazu (Ukrajina, Bělorusko, Kazachstán, Kyrgyzstán) a v Bulharsku je oblast označením územně-správní jednotky, statusem zhruba odpovídající českým krajům. Rusky a ukrajinsky se označuje область (oblasť), bělorusky вобласць (voblasc) a bulharsky област (oblast). Oblast se zpravidla dále dělí na rajóny, statusem zhruba odpovídající okresům.
Podle českého vládního návrhu nového zákona o územním členění státu, kterým se v roce 2005 vláda a ministerstvo vnitra pod vedením Františka Bublana snažily napravit stav, kdy souběžně existují dvě soustavy krajů, které navzájem ani nejsou skladebné, mělo být dosavadních 8 krajů územního členění nahrazeno 8 tzv. oblastmi. Vláda však ještě téhož roku vzala návrh zpět.
V některých státech existují také tzv. autonomní oblasti, které se vyznačují větší mírou autonomie na centrální správě státu. Jsou to např. Židovská autonomní oblast v Ruské federaci, autonomní oblasti Tibet a Sin-ťiang v Čínské lidové republice, či Autonomní oblast Kosovo a Metochie, uznávaná většinou států OSN jako nezávislý stát Kosovo.

## Geomorfologická oblast
Geomorfologická oblast (též geomorfologická podsoustava) je jednotka páté úrovně v hierarchickém geomorfologickém členění povrchu Země v podobě, v jakém se toto členění obvykle uplatňuje v Česku.

## Přenesený význam
V přeneseném významu slovo oblast vyjadřuje okruh témat, činnosti atd. (např. oblast bezpečnosti práce).
Po ruském vzoru se používal pojem oblast také pro necentrální části země, typicky divadelníci za komunistické vlády dostávali úkol „jít na oblast“, tj. do faktického vyhnanství resp. misi, mimo hlavní město, např. Prahu.[zdroj⁠?!]